# René Crocq
Pour les articles homonymes, voir Crocq (homonymie).
René Crocq (Guingamp, 10 septembre 1920 - Quimper, 16 janvier 1989), est un militaire français, Compagnon de la Libération. Engagé volontaire participant à la bataille de France au début de la Seconde Guerre mondiale, il décide ensuite de se rallier à la France libre. Affecté à la 2e division blindée du général Leclerc, il participe avec elle à la Libération de la France et à l'invasion de l'Allemagne. Resté dans l'armée, il est ensuite engagé dans les guerres d'Indochine et d'Algérie avant de prendre sa retraite.

## Biographie

### Jeunesse et engagement
René Crocq naît le 10 septembre 1920 à Guingamp, alors dans les Côtes-du-Nord, d'un père préparateur en pharmacie. Alors qu'il prépare l'entrée à l'école normale, il décide finalement de s'engager dans l'armée. Incorporé le 3 avril 1939, il est affecté au 2e régiment d'infanterie colonial (2e RIC) à Brest.

### Seconde Guerre mondiale
Caporal au moment du déclenchement de la Seconde Guerre mondiale, il est détaché au sein d'un corps franc et se distingue pendant la drôle de guerre. Le 9 mars 1940, il capture trois soldats d'une patrouille ennemie. Le 17 mars suivant, dans la Sarre, il est grièvement blessé mais réussit à regagner les lignes françaises. Décoré de la médaille militaire pour son action, il est hospitalisé à Autun puis retrouve le 2e RIC à Brest en pleine bataille de France. Entendant l'appel du général de Gaulle, il embarque au Conquet le 19 juin à destination de l'Angleterre où il s'engage le 1er juillet dans les forces françaises libres. Encore sous le coup de sa blessure de mars, il passe quelque temps en convalescence à Wellingborough avant d'être affecté au bataillon de chasseurs de Camberley.
Après avoir été promu sergent en août 1941, il est muté au régiment de tirailleurs sénégalais du Tchad (RTST) faisant partie de la colonne Leclerc. Il participe alors à la guerre du désert au Fezzan et en Tripolitaine avant de prendre part à la campagne de Tunisie à l'issue de laquelle le RTST devient régiment de marche du Tchad. La colonne Leclerc étant devenue la 2e division blindée, René Crocq débarque avec elle sur Utah Beach en août 1944 et participe à la bataille de Normandie puis à la libération de Paris. Suivant la division dans son avancée vers l'Est, il est engagé dans les batailles des Vosges et d'Alsace. Lors de cette dernière, au cours de l'attaque de Friesenheim le 2 décembre 1944, il est à nouveau gravement blessé en attaquant un groupe d'Allemands réfugiés dans une cave. Après plusieurs semaines d'hospitalisation et de convalescence, il retrouve son unité le 7 février et la suit dans la campagne d'Allemagne jusqu'à Berchtesgaden où il termine la guerre avec le grade de sergent-chef.

## Après-guerre
Poursuivant sa carrière militaire, René Crocq est promu sous-lieutenant le 25 septembre 1946 puis sert à Madagascar jusqu'en 1949. De 1951 à 1953, il participe à la guerre d'Indochine pendant laquelle il est stationné dans les anciens territoires d'Annam et du Tonkin. Promu capitaine en 1954, il est posté en Afrique-Équatoriale française de 1956 à 1959 puis prend part à la guerre d'Algérie jusqu'en 1962. Il prend sa retraite en 1965, un an après avoir été promu chef de bataillon. Retiré dans sa Bretagne natale, il reste cependant réserviste et devient lieutenant-colonel en 1971. René Crocq meurt le 16 janvier 1989 à Quimper où il est inhumé.

## Décorations
|  |  |  |
|  |  |  |
|  |  |  |
|  |  |  |

| Officier de la Légion d'honneur[Quand ?]                                                                     | Officier de la Légion d'honneur[Quand ?]                                                                     | Compagnon de la Libération                                           | Compagnon de la Libération                                           | Médaille militaire                                              | Médaille militaire                                              |
| Commandeur de l'Ordre national du Mérite                                                                     | Commandeur de l'Ordre national du Mérite                                                                     | Croix de guerre 1939-1945 Avec palme                                 | Croix de guerre 1939-1945 Avec palme                                 | Croix de guerre des Théâtres d'opérations extérieurs Avec palme | Croix de guerre des Théâtres d'opérations extérieurs Avec palme |
| Croix de la Valeur militaire                                                                                 | Croix de la Valeur militaire                                                                                 | Croix du combattant volontaire Avec agrafe "Guerre 1939-1945"        | Croix du combattant volontaire Avec agrafe "Guerre 1939-1945"        | Croix du combattant volontaire de la Résistance                 | Croix du combattant volontaire de la Résistance                 |
| Médaille coloniale Avec agrafes "Fezzan-Tripolitaine", "Tunisie 1942-1943", "Madagascar" et "Extrême-Orient" | Médaille coloniale Avec agrafes "Fezzan-Tripolitaine", "Tunisie 1942-1943", "Madagascar" et "Extrême-Orient" | Médaille commémorative des services volontaires dans la France libre | Médaille commémorative des services volontaires dans la France libre | Presidential Unit Citation (États-Unis)                         | Presidential Unit Citation (États-Unis)                         |

## Hommages
- À Quimper, une rue a été baptisée en son honneur[4].